# Farid Diaf
Farid Diaf est un footballeur français né le 19 avril 1971 à Carcassonne jouant au poste de milieu relayeur dans les années 1990. Il est devenu par la suite entraineur.

## Biographie
Farid Diaf signe sa première licence à 7 ans au FA Carcassonne. Il y poursuit toute sa formation, des poussins jusqu'aux seniors en DHR, avant de rejoindre à 18 ans l'Olympique Alès, qui vient d'ouvrir son centre de formation.
Après deux années comme stagiaire, il signe un premier contrat pro de quatre ans, et il réalise plusieurs saisons pleines avec Alès, sous la houlette de José Pasqualetti. Milieu relayeur considéré comme un très bon joueur de Division 2, il a un profil proche de Sabri Lamouchi, qu'il côtoie pendant trois saisons. En 1994 il est courtisé par l'AS Monaco mais son club s'oppose à un départ. À la relégation d'Alès en 1996, il rejoint le Stade rennais, pour un contrat de trois ans. Après quelques matches en Coupe Intertoto, il est victime de la concurrence avec Yoann Bigné et Ousmane Dabo et ne dispute que deux matches en équipe première. Il signe au Stade lavallois en 1997, pour deux saisons. Son contrat à Laval est résilié à l'amiable en janvier 1999.
Il poursuit sa carrière en Angleterre. Son temps de jeu est réduit et il est victime de deux blessures mais il décroche le titre de champion de 2nd Division anglaise avec le Preston North End en 2000.
En 2001 il participe au stage estival de l'UNFP destiné aux joueurs sans contrat, avant de mettre un terme à sa carrière de joueur de haut niveau. Au total Farid Diaf a joué un match en Division 1, 171 matchs en Ligue 2 et quatre rencontres en Coupe Intertoto.
Revenu jouer au FA Carcassonne en CFA2, il se forme au métier d'entraîneur et obtient en juillet 2003 la partie spécifique du BEES 2e degré, qui permet d'entraîner des clubs évoluant en CFA, CFA2 et DH. Il entraîne l'ES nouvelloise puis l'ASC Las Cobas, avant de prendre les rênes du Perpignan Canet FC lors de la saison 2006-2007, puis d'en diriger le pôle formation. En 2012 il est nommé entraîneur du FA Carcassonne en DH. Il entraîne par la suite plusieurs clubs perpignanais. En 2017 il est président du club de Villeneuve-de-la-Raho, où il exerce l'activité d'éducateur en U11. En 2018 il est entraîneur au pôle de préformation du Canet Roussillon FC.

## Carrière joueur
- avant 1989 :  FA Carcassonne
- 1989-1996 :  Olympique d'Alès
- 1996-1997 :  Stade rennais
- 1997-1999 :  Stade lavallois
- 1999-2000 :  Preston North End
- fév. 2001-2001 :  Boston United[6]
- 2001-2002 : FA Carcassonne

## Palmarès
- Champion d'Angleterre de D3 en 2000 avec Preston North End

## Carrière entraineur
- 2012-2014 :  FA Carcassonne